# Кулибали, Сумаила (2003)
Сумаила́ Кулибали́ (фр. Soumaïla Coulibaly; родился 14 октября 2003, Фрицлар, Франция) — французский футболист, центральный защитник клуба «Страсбур».

## Клубная карьера
Кулибали является воспитанником «Пари Сен-Жермен». В 2021 году он отказался подписывать контракт с клубом, так как предпочёл присоединиться к дортмундской «Боруссии».

## Карьера в сборной
В 2019 году Кулибали выступал за сборные Франции до 16 и до 17 лет.